# Robert Ullyett
Robert Bassett Ullyett (ur. 5 kwietnia 1936 w Salisbury, zm. 19 października 2004 w Durbanie) – rodezyjski hokeista na trawie i krykiecista, olimpijczyk.

## Kariera
Uczestnik Letnich Igrzysk Olimpijskich 1964, na których reprezentował Rodezję Południową (późniejsze Zimbabwe) w zawodach hokeja na trawie. Zagrał w pięciu z sześciu spotkań fazy grupowej. Były to kolejno mecze przeciwko reprezentacjom: Australii (0–3), Wielkiej Brytanii (1–4), Pakistanu (0–6), Japonii (1–2) i Nowej Zelandii (2–1). Pierwsze dwa pojedynki rozegrał jako środkowy napastnik – jednym z nich była rywalizacja z Wielką Brytanią, w której Ullyett strzelił jedynego gola w turnieju. Pozostałe spotkania rozegrał jako lewy łącznik. Drużyna Rodezji zajęła 6. miejsce w grupie, a w końcowym zestawieniu 11. pozycję ex aequo z Belgią (na 15 startujących reprezentacji).
Uprawiał także krykiet, w latach 1957–1968 rozegrał 47 spotkań dla reprezentacji Rodezji (w odmianie first-class cricket). Był również sędzią podczas krykietowego ICC Emerging Nations Tournament 1999/00.
W 1966 roku został nominowany do tytułu Najlepszego Sportowca Rodezji. Był ojcem Kevina, zimbabwejskiego tenisisty.